# رولو بيك
رولو هوارد بيك (بالإنجليزية: Rollo Beck)‏ (26 أغسطس 1870- 22 نوفمبر 1950)، عالم طيور أمريكي، وجامع طيور للمتاحف، ومستكشف. سمي «نوع بيك» وثلاثة أصناف من الزواحف باسمه، بما في ذلك سلالات من سلحفاة غالاباغوس الموجودة في منطقة بركان وولف.
بحثت ورقة فيلر البحثية الحديثة في جميع الأصناف المعروفة المسماة نسبةً إلى بيك. لاحظ روبرت كاشمان ميرفي العالم بيك بسبب قدرته الاستثنائية في العمل الميداني باعتباره «صنفًا قائمًا بحد ذاته»، ولاحظه أستاذ علم الحيوان فرانك بيتيلكا من جامعة كاليفورنيا في بيركلي، وهو «عامل ميداني» من جيله.

## البعثات

### جزر القناة في كاليفورنيا
في ربيع عام 1897، توجه بيك جنوبًا إلى سانتا باربارا في كاليفورنيا، حيث تعلم الإبحار على متن مركب شراعي متوسط الحجم تحت قيادة الكابتن سام بورتيس؛ وزار جزر القناة في كاليفورنيا، بما في ذلك جزيرة سانتا كروز وسانتا روزا وسان ميجيل لجمع وتوثيق الطيور وكذلك الأعشاش والبيوض. يُعتبر بيك أول من جمع ووثّق الاختلافات في طيور أبو زريق الجُزرية التي تعيش على جزر القناة، والتي لوحظ أنها استقلّت حاليًا عن أنواع طيور أبو زريق التي تعيش في البر الرئيسي.

### جزر غالاباغوس في الإكوادور
في وقت لاحق من عام 1897، وبينما كان في طريق عودته إلى جبال سييرا نيفادا، دُعي بيك للانضمام إلى رحلة استكشافية إلى جزر غالاباغوس قبالة ساحل الإكوادور -نظمها فرانك بليك ويبستر ومولها ليونيل وولتر دي روتشيلد، من ترينج في إنجلترا- في وقت لاحق وفقط بعد وفاة والده اللورد روتشيلد في عام 1915. أُطلقت حملة لدراسة وجمع السلاحف العملاقة والطيور البرية في جزر غالاباغوس، قام بيك هنا أيضًا بصقل مهاراته في الإبحار وأصبح أكثر معرفة بالطيور البحرية والحيوانات الفريدة في جزر غالاباغوس. عاد بيك مرة أخرى إلى غالاباغوس لجمع المزيد من العينات نحو عام 1901، وقام شخصيًا بتسليم هذه العينات إلى وولتر روتشيلد في ترينج.
أثناء وجوده في ترينج، خطط بيك لروتشيلد لإطلاق رحلات تجميع محتملة إلى كولومبيا، وعاد إلى كاليفورنيا عن طريق واشنطن العاصمة، من أجل التقدم بطلب للحصول على التصاريح اللازمة.

### بعثة بريويستر- سانفورد إلى أمريكا الجنوبية
في عام 1912، اقترح الدكتور ليونارد كاتلر سانفورد على رولو وإيدا إطلاق رحلة استكشافية ضخمة ممولة من السيد ف. بروستر ومدتها سنتان (انتهى بها الأمر إلى خمس سنوات) إلى أمريكا الجنوبية. سافرا إلى البحيرات والمرتفعات في جبال الأنديز، على طول الساحل، وفي البحر إلى جزر فوكلاند وجزر خوان فرنانديز، وأبحرا حول كايب هورن في قارب كاتر (12 طن)، وحتى البحر الكاريبي. ثبت أن هذا العمل ومجموعات العينات هذه لا يقدران بثمن بالنسبة لروبرت كاشمان مورفي، الذي نشر لاحقًا «طيور المحيطات في أمريكا الجنوبية» استنادًا إلى بعثة بروستر-سانفورد ومجموعة رولو بيك.

### بعثة ويتني إلى البحار الجنوبية
اتصل الدكتور سانفورد ببيك في عام 1920 واقترح عليه رحلة استكشافية مطولة في جنوب المحيط الهادئ. مول هاري باين ويتني من نيويورك هذه الرحلة، وكانت العينات مرتبطة بالمتحف الأمريكي للتاريخ الطبيعي. أصبحت هذه الرحلة أطول وأكبر حملات بيك، وكما هو الحال مع بعثة «الأكاديمية» في عام 1905- 1906، انضم إليه العديد من علماء الأحياء المتميزين وجامعي العينات ذوي المهارات المتكاملة، بما في ذلك إي إتش كوايل، وجاي جي كوريا، والدكتور إف بّي دراون، وهانيبال هاملين، وغاي ريتشاردز، وإرنست ماير، وإيه براين جونيور، وآخرون.
غادر بيك الحملة في عام 1929، بعد أن أبحر عبر المحيط الهادئ، من تاهيتي إلى غينيا الجديدة إلى نيوزيلندا وزار مئات الجزر بينهما. عاد رولو وإيدا بيك إلى كاليفورنيا في عام 1929 مع أكثر من 40 ألف من جلود الطيور ومجموعة أنثروبولوجية كبيرة.
ما تزال هذه البعثة من أكثر الدراسات الاستقصائية شمولاً للطيور في جزر جنوب غرب المحيط الهادئ حتى يومنا هذا، وقد كُتبت في عشرات الدراسات العلمية المهمة للطيور. تشكل العينات الموجودة في المتحف الأمريكي للتاريخ الطبيعي في مدينة نيويورك المجموعة الأكثر شمولاً لطيور المحيط الهادئ في أي مكان.
تقاعد رولو وإيدا بيك في مدينة بلانادا في شمال كاليفورنيا بالقرب من ميرسيد، حيث واصلا دراسة التاريخ الطبيعي وتقديم عينات ذات قيمة علمية كبيرة. وتوجد معظم هذه العينات اللاحقة في أكاديمية كاليفورنيا للعلوم في سان فرانسيسكو، وفي متحف علم الحيوانات الفقاري في جامعة كاليفورنيا في بيركلي.
هناك أيضًا مجموعة عينات كبيرة في جامعة ولاية سان هوسيه الولائية. توجد مجموعة أصغر من العينات المعروضة في معرض متحف باسيفيك غروف للتاريخ الطبيعي، في بلدة باسيفيك غروف في كاليفورنيا، بالإضافة إلى معرض دائم مخصص لحياة وأعمال رولو بيك.

## مساهماته في العلوم
كان الهدف من عمل بيك وغيره من علماء الطيور الأوائل في المقام الأول هو توثيق التنوع البيولوجي قبل ضياعه إلى الأبد دون تسجيله، وفهم تطور وبيئة الكائنات الحية من المناطق التي تمت زيارتها خلال البعثات الاستكشافية. جلب عمل بيك وغيره الوعي بالتنوع البيولوجي الإقليمي الضروري للقيام بعملية الحفظ الحديثة، وفهرسته.
يرتكز الكثير مما نعرفه عن الطيور الغربية في الولايات المتحدة وعن علم الطيور في المحيط الهادئ - بدءًا من «تاريخ حياة طيور أمريكا الشمالية» إلى عمل مورفي «طيور المحيطات في أمريكا الجنوبية»- إلى العمل الميداني لرولو بيك وغيره من علماء الطيور الأوائل.
يدين فهمنا للتنوع البيولوجي العالمي وممارسة الحفظ البيولوجية الحديثة -التي يبدو أن الكثير منها معاد للتجميع- بالكثير لهواة الجمع المبكرين الذين عملوا بجد لتوثيق العينات في المتاحف ووضع بطاقات العينات (التي تقدم شرحًا موجزًا لكل عينة).

## الجدال
تاريخ البشرية مليء بأمثلة عن الأنواع الجزرية التي يضطهدها المزارعون ومربيو الماشية والصيادون والبحارة؛ والتي حُصدت بشكل غير مستدام؛ ودمّرتها الأنواع المدخلة. وبالمقارنة، كان عدد العلماء هواة الجمع قليلًا نسبيًا ونادرًا ما أُخذ عدد كبير من العينات من نوع واحد، لكن التنافس بين المتاحف وجامعي العينات الخاصين من أجل الحصول على أندر العينات النادرة سبب الضغط غير المتناسب على الأنواع التي يتأرجح تعدادها بالفعل على شفا الهاوية لأسباب أخرى.
استجاب بيك وآخرون في أواخر القرن التاسع عشر وأوائل القرن العشرين إلى تصريحات منشورة مفادها أن «الوقت ينفد» وأنه ينبغي جمع الأنواع وتوثيقها في مجموعات المتاحف «قبل فوات الأوان».
في ظل غياب إطار للحماية أو بنية تحتية، انخرط بيك وغيره فيما يمكن أن يسمى «تجميع الإنقاذ»، وهو ما لا ينسجم مع تفكير الحفظ الحديث، ولا ينبغي الحكم عليه بمعايير الحفظ الحديثة.
أُلقي اللوم على رولو بيك لأنه جمع عينة من طائر كاراكارا من جزيرة غوادالوبي في عام 1900 والتي أبادها رعاة الماعز الذين رأوا أن الطائر كان مفترسًا. افترض بيك في ذلك الوقت أن الطيور كانت شائعة في جزيرة غوادالوبي، لكن كتب في وقت لاحق أنه ربما كانت تلك العينات التي جمعها هي الأخيرة من نوعها. جمع بيك أيضًا -كعينات للمتاحف- ثلاثة من آخر أربعة أفراد من سلحفاة جزيرة بينتا، إحدى سلالات سلاحف غالاباغوس. أصبح آخر فرد من هذه السلاحف في الجزيرة -والمعروف باسم جورج- وحيدًا عندما وجد في جزيرة بينتا في نوفمبر من عام 1971.